# Challenger de Bratislava II 2022
El torneo Slovak Open 2022 fue un torneo de tenis perteneció al ATP Challenger Tour 2022 en la categoría Challenger 90. Se trató de la 24ª edición; el torneo tuvo lugar en la ciudad de Bratislava (Eslovaquia), desde el 7 hasta el 13 de noviembre de 2022 sobre pista dura bajo techo.

## Jugadores participantes del cuadro de individuales
| Favorito | País                                  | Jugador           | Rank1 | Posición en el torneo |
| -------- | ------------------------------------- | ----------------- | ----- | --------------------- |
| 1        | Bandera de la República Popular China | Zhizhen Zhang     | 81    | Primera ronda         |
| 2        | Bandera de Hungría                    | Márton Fucsovics  | 103   | CAMPEÓN               |
| 3        | Bandera de Eslovaquia                 | Norbert Gombos    | 111   | Cuartos de final      |
| 4        | Bandera de República Checa            | Tomáš Macháč      | 114   | Semifinales           |
| 5        | Bandera de los Países Bajos           | Tim van Rijthoven | 115   | Cuartos de final      |
| 6        | Bandera de Austria                    | Jurij Rodionov    | 130   | Segunda ronda, retiro |
| 7        | Bandera de los Países Bajos           | Jelle Sels        | 131   | Primera ronda         |
| 8        | Bandera de Eslovaquia                 | Jozef Kovalík     | 119   | Segunda ronda         |

- 1 Se ha tomado en cuenta el ranking del 31 de octubre de 2022.

### Otros participantes
Los siguientes jugadores recibieron una invitación (wild card), por lo tanto ingresan directamente al cuadro principal (WC):
- Jakub Menšík
- Lukáš Pokorný
- Peter Benjamín Privara

Los siguientes jugadores ingresan al cuadro principal tras disputar el cuadro clasificatorio (Q):
- Viktor Durasovic
- Cem İlkel
- Illya Marchenko
- Hamad Međedović
- Henri Squire
- Stefano Travaglia

## Campeones

### Individual Masculino
- Márton Fucsovics derrotó en la final a  Fábián Marozsán, 6–2, 6–4

### Dobles Masculino
- Denys Molchanov /  Aleksandr Nedovyesov derrotaron en la final a  Petr Nouza /  Andrew Paulson, 4–6, 6–4, [10–6]